# ヴィチェグダ川
ヴィチェグダ川（ヴィチェグダがわ、ロシア語: Вычегда、コミ語: Эжва）は、ロシアのヨーロッパ部分を流れる川である。北ドヴィナ川の支流。全長はおよそ1,100キロメートルにおよぶ。ウラル山脈北部の西約310キロメートルに源を発してコミ共和国とアルハンゲリスク州を西に流れ、アルハンゲリスク州のコトラスで北ドヴィナ川と合流する。流域最大の都市はスィクティフカル（コミ共和国の首都）である。
中世にはウラル山脈を越えてシベリアへ向かう交易路の一部となり、ロシア北部のポモールなどの人々のシベリア進出に大きな役割を果たし、その結果、ポモール貿易が盛んになり、北極海航路発見の大きな原動力となっていった。約800キロメートルは航行可能であり、ヴォルガ川の支流カマ川と運河で繋がっている。